# Drillia inimica
Drillia inimica är en snäckart som beskrevs av Dall 1927. Drillia inimica ingår i släktet Drillia och familjen Drilliidae. Inga underarter finns listade i Catalogue of Life.